# William Landay
William Landay (Boston, 1963) è uno scrittore statunitense di romanzi gialli.

## Biografia
Nato a Boston nel 1963, vi risiede con la moglie e i due figli.
Laureato all'Università Yale e al Boston College Law School, prima di dedicarsi alla scrittura è stato assistente procuratore distrettuale.
Ha esordito nel 2003 con Morte di uno sbirro vincendo il CWA New Blood Dagger e in seguito ha pubblicato Lo strangolatore (ispirato al presunto serial killer Albert DeSalvo) nel 2007 e In difesa di Jacob nel 2012 (trasposto in serie televisiva nel 2020).

## Opere principali
- Morte di uno sbirro (Mission Flats), Milano, Sonzogno, 2003 traduzione di Stefano Bortolussi ISBN 88-454-2451-0.
- Lo strangolatore (The Strangler, 2007), Roma, TimeCrime, 2013 traduzione di Sabina Terziani ISBN 978-88-347-2682-2.
- In difesa di Jacob (Defending Jacob), Roma, TimeCrime, 2012 traduzione di Sara Brambilla ISBN 978-88-6688-010-3.

## Adattamenti televisivi
- In difesa di Jacob (Defending Jacob) miniserie TV (2020)

## Premi e riconoscimenti
- CWA New Blood Dagger: 2003 vincitore con Morte di uno sbirro